# Gary Burton & Keith Jarrett
Gary Burton & Keith Jarrett is een studioalbum van een kwintet geformeerd rondom Gary Burton en Keith Jarrett. Het ensemble trok op 23 juli 1970 de geluidsstudio A&R te New York in om een vijftal nummers op te nemen. De “gemiddelde stijl” van het vijftal varieert van (free-)jazz via fusion naar rock. Burton stond als eerste artiestennaam genoteerd, maar Jarrett schreef vier van de vijf nummers.
Keith Jarrett zou na dit album de overstap doen naar ECM Records, Burton zou een aantal jaren later ook volgen. Como en Vietnam (Vertaling: Zoals in Vietnam) zou regelmatig terugkomen in de loopbanen van zowel Burton als Swallow.

## Musici
- Gary Burton – vibrafoon
- Keith Jarrett – (elektrische) piano, sopraansaxofoon
- San Brown – gitaar
- Steve Swallow – basgitaar
- Bill Goodwin – slagwerk

## Muziek
| Nr. | Titel                                   | Duur |
| --- | --------------------------------------- | ---- |
| 1.  | Grow your own (Jarrett)                 | 4:54 |
| 2.  | Moonchild/In your quite place (Jarrett) | 7:23 |
| 3.  | Como en Vietnam (Swallow)               | 7:04 |
| 4.  | Fortune smiles (Jarrett)                | 8:31 |
| 5.  | The raven speaks (Jarrett)              | 8:18 |

In het compact disctijdperk werd dit album samen met Throb van Gary Burton met andere musici op één cd geperst.